# 74-й отдельный разведывательный батальон
74-й отдельный разведывательный батальон — батальон в составе Вооружённых сил Украины. Был сформирован в 2005 году. Был дислоцирован в пгт. Черкасское (Новомосковский район, Днепропетровская область).

## История
В 2014 году принимал участие в Боях в Донецком аэропорту батальону доверяли разные боевые задачи, иногда батальон выполнял задачи пехоты. Также участвовал в боях за Донецкий аэропорт, Красногоровку, Авдеевку. Основными задачами 74-й орб были ведение разведки в указанных районах. в 2018 году в Черкасском награждали бойцов 74-го разведывательного батальона.

## Состав
На начало 2014 года батальон имел на вооружении минимум 12 БМП и машин. Также БК «Днепр» оснастил 74-й разведывательный батальон.
● БМП-2 — 8 шт.
● БРМ-1К — 4 шт.
● От 300 до 500 человек.

## Структура
В своём интервью разведчики 74-го отдельного батальона рассказали о структуре на момент 2018 года.
● Рота глубинной разведки;
● 2 разведывательные роты;
● Рота огневой поддержки;
● Взвода обеспечения.

## Участие в боевых действиях

### 2014
Участвовал в боях за населенные пункты Иловайск, Марьинку, Донецкий аэропорт, Авдеевку, Пески и другие. В сентябре, после того, как одно из подразделений самовольно покинуло свои позиции, 74-я орб был перекинута на марьинское направление, держа фронт шириной 25 км. Так же бойцы выполняли функции пограничников, когда между Марьинкой и Александровкой был установлен постоянный блок-пост.

#### Бои в Донецком аэропорту
В октябре 2014 г. батальон перебросили в район Аэропорта. Их боевые позиции были в Новом Терминале. Основной задачей разведчиков была корректировка артиллерийского огня. 74-я орб пробыла до самого конца обороны аэродрома и подрыва терминала.
На канун нового года в Донецке 28.12.2014 г. бойцы 74-й ОРБ устанавливают флаг на новом терминале аэропорта

### 2015
В январе 2015 года вместе с 25 ОПДБр разведчики готовились захватить башню управления аэропорта, но после того, как её уничтожили, операция была отменена.
Через несколько дней был подорван терминал, 74-й орб отступил.

### 2022—2023
74-я орб была переброшена на фронт и выполняла разные боевые задачи. Чаще всего борьба с ДРГ России под Авдеевкой, Красногоровкой, Марьинкой, Горловкой. Селидово, Курахово, Горняк, Кураховка, Карловка, Новогродовка

## Потери
74-я орб потеряла с 2014 по 2019 годы 21 человека.